# 목장주인
목장주인(1955년 ~)은 대한민국의 요들송 가수다.

## 방송
- 모디션 (2019) - Top11

## 음반
- 지구가 울어요 (2020)
- 이름을 돌려줘 (2021)

## 기타
- 이한철X나우 - 첫 번째 가출 (2016) - 참여